# Derechos individuales
Los derechos individuales son un concepto perteneciente al derecho constitucional, nacido de la concepción liberal que surgió de la Ilustración, que hace referencia a aquellos derechos de los que gozan los individuos como particulares que no pueden ser restringidos por los gobernantes, siendo por tanto inalienables, inmanentes e imprescriptibles.  
Son los derechos que todos tenemos, ya que son inherentes al ser humano por el simple hecho de haber nacido. Al ser a la existencia de cualquier sistema legal o estado, deben ser respetados por estos y ser reconocidos  a todos los seres humanos, independientemente de su situación social, económica, étnica, religiosos y opiniones, etc.
De acuerdo con la Declaración Universal de los Derechos Humanos,

“Todos los seres humanos nacen libres e iguales en dignidad y derechos y, dotados como están de razón y conciencia, deben comportarse fraternalmente los unos con los otros”.

En la clasificación los derechos humanos en tres generaciones, aparecen repartidos entre los de primera y los de segunda generación.

## Historia
En 1688 en Inglaterra, Jacobo II, tras no encontrar el apoyo necesario para reinar, dejó el trono sin violencia a Guillermo de Orange. Así triunfó la “Revolución Gloriosa”, que estableció la monarquía parlamentaria sin dejar un solo muerto y se institucionalizaron los derechos individuales que tuvieron como base la Carta sobre la tolerancia, así como los Dos tratados sobre el gobierno civil de John Locke, quien es considerado como el primero en hacer mención a “The Individuals Rights”, anteriores y diferente a los derechos humanos.
Para pensadores como John Locke, todo gobierno surge de un pacto o contrato revocable entre individuos, con el propósito de proteger la vida, la libertad y la propiedad de las personas. Esto le da a los ciudadanos, en tanto signatarios, el derecho a retirar su confianza al gobernante y rebelarse cuando éste no cumple con su función.
Si bien el proceso comenzó en Inglaterra, quienes los llevaron a sus últimas consecuencias fueron los norteamericanos cuando, cambiando la relación entre el gobierno y el ciudadano, determinaron el papel del gobierno en relación con la protección de los derechos individuales. Y quizá lo más específico de este cambio fue "el derecho a la búsqueda de la felicidad", con el reconocimiento del valor ético de los intereses particulares como condición necesaria para el reconocimiento jurídico y político de los derechos individuales.

## Clasificaciones
Bien por su evolución histórica o por estar recogidos en dos convenciones internacionales distintas es por lo que se suelen clasificar los derechos individuales (o fundamentales) en dos grandes grupos:
- Derechos de primera generación: Son los derechos surgidos del liberalismo clásico, como el derecho a la vida, a la integridad personal, a la libertad individual, a la libertad de expresión, a la libertad de reunión, a la igualdad ante la ley, los derechos de propiedad, al libre comercio, a la libertad de movimiento, libertad de asociación etc.
- Derechos de segunda generación: Son así llamados porque reciben reconocimiento constitucional después de la Primera Guerra Mundial y que se refieren sobre todo a los derechos sociales, como derecho al trabajo, derecho a la salud, derecho a la educación, derecho a la seguridad social,[3] la libertad sindical, el derecho a la huelga, etc.

También existen derechos de tercera y cuarta generación generación, que incluyen en ella derechos heterogéneos como el derecho a la paz, a la calidad de vida, las garantías frente a la manipulación genética, la autodeterminación de los pueblos, los derechos al consumidor o el derecho a la identidad digital. Existe una incompatibilidad de naturaleza entre los derechos de primera y segunda generación así como en la tercera hay diferencias en como son conocidas y en como se han clasificado por las leyes. Junto con las 3 generaciones se formó la cuarta y quinta generación de los derechos civiles o humanos. Así como los primeros son derechos negativos, que obligan al resto de la sociedad (o a los gobernantes) a no atacar o coartar dichas libertades, los de segunda generación son derechos positivos que imponen una carga y obligación sobre toda la sociedad de proporcionar unos bienes materiales a sus beneficiarios. Esto se muestra patente a la hora de aplicarlos: el derecho a la vida o a la propiedad obliga a no arrebatarlas, sin embargo el derecho al trabajo obliga a proporcionarlo. Esta contradicción tiene su origen en la cuestión de si somos responsables de las consecuencias de nuestras omisiones; mientras que los defensores de los derechos individuales dirán que no, los defensores de los derechos humanos dirán que sí. Entra en consideración también la cuestión de si el fin justifica los medios; los defensores de los derechos individuales dirán que no, los defensores de los derechos humanos dirán que sí (o que el bienestar común supera moralmente el bienestar de los individuos).

## Equivalente en elderecho civilcontinental
El concepto anglosajón de individual rights que ha influenciado el derecho constitucional moderno puede tener tres equivalencias en el derecho continental:
- Derecho fundamental: Se corresponden plenamente a aquellos derechos nacidos de la esencia humana, irrevocables, inalienables e imprescriptibles.
- Derecho personalísimo: Es un concepto propio del derecho civil, que se refiere a aquellos derechos que son inalienables e imprescriptibles, que solo admiten el goce por parte de su titular, pero que no se refieren necesariamente a derechos civiles, políticos o económicos de una persona. El derecho de uso y habitación, propio del derecho civil, es por ejemplo un derecho personalísimo.
- Derecho subjetivo: Es la atribución de una pretensión a una persona determinada, la adjudicación de un crédito, o sea una obligación jurídica de hacer o no hacer, vr gr. pagar el precio, constituye una obligación para el comprador, y obtener el precio, el derecho subjetivo equivalente.

## Enfoque objetivista
Ayn Rand, filósofa del objetivismo, aduce que un grupo, como tal, no tiene derechos. El hombre no puede adquirir nuevos derechos uniéndose a un grupo ni perder los derechos que posee. El principio de los derechos individuales es la única base moral de todos los grupos o asociaciones. Ella sostenía que puesto que solo un hombre como individuo puede poseer derechos, la expresión "derechos del individuo" es una redundancia (la cual uno debe usar para el propósito de clarificación en el caos intelectual de hoy en día), pero la expresión "derechos del colectivo" es una contradicción en términos. Los derechos individuales no están sujetos a un voto público; una mayoría no tiene derecho a cancelar por voto los derechos de una minoría; la función política de los derechos es precisamente el proteger minorías de la opresión de las mayorías (y la minoría más pequeña es el individuo).